# Eduard Mauch
Karl Friedrich Eduard Mauch (* 7. März 1800 in Geislingen; † 21. Februar 1874 in Ulm) war ein deutscher Zeichner, Lithograf, Zeichenlehrer und  Kunsthistoriker.

## Biografie
Eduard Mauch jun. erhielt seine Ausbildung in Ulm und Stuttgart, folgte dann seinem Bruder Johann Matthäus nach Berlin und arbeitete für Schinkel als Architekt, Zeichner und Lithograf. Er stach zu dessen Sammlung „architektonischer Entwürfe“ mehrere Blätter. Von 1828 bis 1864 war er Zeichenlehrer am Gymnasium und an der Handwerkerschule in Ulm, zuletzt mit dem Titel Professor. Dann trat er in den Ruhestand. Im Jahr 1842 hatte er den „Verein für Kunst und Alterthum in Ulm und Oberschwaben“ mitgegründet, für den er viele Beiträge und Zeichnungen zur Kunstgeschichte von Ulm lieferte. Insbesondere setzte er sich für die Erhaltung des Ulmer Münsters ein.

## Familie
Eduard Mauch war ein Sohn des Kornschreibers und Amtmanns Johann Anton Mauch. Sein älterer Bruder war der Oberrentamtmann und Heimatforscher August Friedrich Mauch (1796–1886)  und sein jüngerer Bruder war der Architekt Johann Matthäus Mauch.

## Werke
- Carl Grüneisen, Eduard Mauch: Ulm’s Kunstleben im Mittelalter. Ein Beitrag zur Culturgeschichte von Schwaben. Ulm 1840 (Volltext in der Google-Buchsuche).
- Eduard Mauch: Die Baugeschichte der Stadt Ulm und ihres Münsters bis zur Mitte des 16. Jahrhunderts. Ulm 1864 (Volltext in der Google-Buchsuche).